# Andreas Bertalan Schwarz
Andreas Bertalan Schwarz (* 17. Februar 1886 in Budapest; † 11. September 1953 in Freiburg im Breisgau) war ein deutscher Rechtswissenschaftler.

## Lebenslauf
Andreas Bertalan Schwarz studierte in Bonn, Leipzig und Budapest Rechtswissenschaften. 1908 promovierte er zum Dr. jur. an der Universität Leipzig. Dort folgte 1912 auch seine Habilitation.
Schwarz war von 1912 bis 1920 Privatdozent und anschließend bis 1922 außerordentlicher Professor für Römisches und Bürgerliches Recht an der Juristenfakultät der Universität Leipzig. Von 1922 bis 1926 hatte er eine weitere Stelle als außerordentlicher Professor für Vergleichende Rechtswissenschaft und Römisches Recht an der Juristenfakultät der Universität Leipzig inne. Dem folgte 1926 bis 1930 die erste Stelle als ordentlicher Professor für Römisches Recht und Bürgerliches Recht an der Universität Zürich. In den Jahren 1930 bis 1932 wurde er für dieselben Fachrichtungen zum ordentlichen Professor an der Universität Freiburg im Breisgau berufen. 1932/33 war er in gleicher Funktion an der Universität Frankfurt am Main tätig.
Nach der Machtergreifung durch die Nationalsozialisten im Jahre 1933 wurde er entlassen und emigrierte in die Türkei, wo er ordentlicher Professor an der Universität Istanbul wurde. Nach Kriegsende war er Gastprofessor an der Universität Freiburg.

## Schriften (Auswahl)
- Hypothek und Hypallagma: Beitrag zum Pfand- und Vollstreckungsrecht der griechischen Papyri. Teubner, Leipzig/Berlin 1911.
- Die öffentliche und private Urkunde im römischen Ägypten. Studien zum hellenistischen Privatrecht. Teubner, Leipzig 1920.
- Pandektenwissenschaft und heutiges romanistisches Studium (= Festgabe zum Schweizerischen Juristentag. 1928). Schulthess, Zürich 1928.
- Roma hukuku dersleri. Übersetzt von Türkan Rado. Istanbul 1945.
- Rechtsgeschichte und Gegenwart: Gesammelte Schriften zur neueren Privatrechtsgeschichte und Rechtsvergleichung (= Freiburger rechts- und staatswissenschaftliche. Abhandlungen. Bd. 13). Hrsg. von Hans Thieme und Franz Wieacker. C. F. Müller, Karlsruhe 1960 (mit Schriftenverzeichnis).